# Belëvskij rajon
Il Belëvskij rajon (in russo Белёвский район?) è un rajon dell'Oblast' di Tula, in Russia. Istituito nel 1924, il capoluogo è Belëv.